# Zuidelijke roestborstdwergmierpitta
De zuidelijke roestborstdwergmierpitta (Grallaricula leymebambae) is een zangvogel uit de familie Grallariidae (mierpitta's).

## Verspreiding en leefgebied
De vogel komt voor in Peru en W-Bolivia. Het leefgebied is de ondergroei van vochtig natuurlijk bos op berghellingen tussen de 1750 en 3350 meter boven zeeniveau.

## Status
De grootte van de populatie is niet gekwantificeerd maar de soort wordt omschreven als vrij algemeen. Op de Rode lijst van de IUCN heeft deze soort de status niet bedreigd.